# Inspektor Vinko
Inspektor Vinko je humoristična serija autora Kreše Golika koja se snimala 1984. i završila snimanja tijekom travnja, u produkciji Televizije Zagreb. Dana 18. studenoga na drugom programu TVZ-a u sklopu Dana jugoslavenske televizije prikazana je treća epizoda "Maslac i gitara", dok od 2. prosinca 1984. je krenula sa prikazivanjem od prve epizode na Prvom programu TVZ-a.

## Radnja
Vinko Marinić je bivši filmski kaskader koji sada uživa u jahanju u konjičkom klubu. Iako je nekad mogao živjeti od svog posla, sada se suočava s financijskim poteškoćama jer ima dvoje djece i nezaposlenu suprugu Blanku. Žive u malom tavanskom stanu kao podstanari, a susjedi Čavleki im često pomažu malim pozajmicama. Vinko je pred kraj studija počeo raditi kao portir u općinskoj upravi. Zbog sve većeg nezadovoljstva socijalnim razlikama, općina odlučuje postaviti inspektore za ispitivanje porijekla imovine. Vinko, kao mladi i pošteni pravnik, biva imenovan za inspektora, a ljudi iz općine polažu velike nade u njega.

## Epizode
| Epizoda | Naslov                     | Datum prikazivanja                     |
| --- | -------------------------- | -------------------------------------- |
| 1. | "Pozlaćeno tele"           | 2. prosinca 1984.                      |
| Vinko Marinić bio je filmski kaskader no prošlo je vrijeme kad se od toga moglo živjeti. Ima dvoje djece i nezaposlenu ženu Blanku te vrlo teško žive kao podstanari u tijesnom stanu. Općinska uprava, u kojoj je zaposlen kao vratar, imenuje ga kao inspektora za ispitivanje podrijetla imovine. U njega se polažu velike nade – pravnik je, mlad i pošten! |                            |                                        |
| 2. | "Orhideja"                 | 9. prosinca 1984.                      |
| U Općinu stižu prijave protiv novih bogataša, često anonimne. Novi se inspektor prihvaća posla uz podršku općinskih funkcionara. Samo tajnica Bosa ne vjeruje u uspjeh. Kaže: Bogati nisu naivni, a naivni nisu bogati! Titula inspektora važno zvuči, ali plaća je mala. Prijatelj Klempo nagovara Vinka da sudjeluju na snimanju filma kao kaskaderi. To se dobro plaća! Vinko pristane i - slomi nogu… |                            |                                        |
| 3. | "Maslac i gitare"          | 18. studenoga 1984. 16. prosinca 1984. |
| Kod inspektora Vinka sve je veći promet. Ljudi tuže jedni druge, svakome smeta bogaćenje onog drugoga. Tragom jedne prijave Vinko se nađe u zamršenom klupku uvozno-izvoznih mešetarenja. Blanka je nestrpljiva: zašto Vinko kao inspektor ne traži stan od općine? Kad dobivaju svi drugi, koji su u manjoj nevolji, zašto ne bi i on? Vinko pristaje otići do općinskog tajnika Žmegača... |                            |                                        |
| 4. | "Radni ljudi vole nogomet" | 23. prosinca 1984.                     |
| Vinka su uime općine poslali na sjednicu Nogometnog kluba "Meteor", koji pripada u njihovu općinu. Nogometaši traže novac. Općina ne da, pa Vinko zamalo dobije batine. Blanka ne vjeruje da je Vinko tražio stan, pa sama ide Žmegaču. Općina nema slobodnih stanova. Referent Mort naslućuje jednu mogućnost, no treba čekati... |                            |                                        |
| 5. | "Gospodin Jankovics"       | 30. prosinca 1984.                     |
| Pred Vinkovim očima vrte se milijarde koje su stekli spretni ljudi. A on i njegova obitelj i dalje su na mrtvoj točki. Počeo je već gubiti živce, predbacuje Blanki... A onda mu Bosa povjeri tajnu: dobit će stan od općine, ali nikome ni riječi! U kući je veselje, ali ne za sve jednako... |                            |                                        |
| 6. | "Potražite druga Puha"     | 6. siječnja 1985.                      |
| Blanka je očajna: završila je fakultet, no ne može dobiti radno mjesto. Javlja se na natječaje, ali stižu samo negativni odgovori. Čavlekica pak zna čovjeka koji može pomoći - treba samo malo podmazati. Blanka posjećuje Puha, ali ne obavi ništa. Ipak je to za drukčije ljude. Malo nade donijet će Klempo, koji zna za slobodno mjesto ekonomista u Đakovu. Daju i stan. Samo, što će Vinko reći? |                            |                                        |
| 7. | "Sokol nas nije volio"     | 13. siječnja 1985.                     |
| Vinko je uzeo zajam i kupio od Petra polovni automobil, koji se svaki čas kvari. No, sad Vinku hitno treba novac. Konjički klub prodaje za mesnicu starije konje, pa i njegova vjernoga kaskaderskog Sokola. Za šest milijuna mogao bi otkupiti i spasiti konja. Ali otkud njemu toliko novca? Tko uopće ima toliko novca? Pobrinuo se Klempo, na svoj način... U Općini ga čeka drugi težak udarac. Predsjednik i tajnik posumnjali su u njegovo poštenje. Ispada da je upravo on kriv što nema rezultata u istraživanju podrijetla imovine novih bogataša. Sumnjaju da Vinko prima mito! Postoji konkretna optužba. |                            |                                        |
| 8. | "Treba se pokrenuti"       | 20. siječnja 1985.                     |
| Vinka muči novac koji mu se našao u džepu. Iako ga Klempo nagovara da zadrži novac, on o vraća svih šest milijuna. Ne može podnijeti sumnje u svoje poštenje, o kojima bruji općinska uprava. Ogorčen je i daje otkaz, iako ne zna od čega će živjeti. Kod kuće se ne usudi reći Blanki što se dogodilo. A ona je dobila poziv iz Đakova... |                            |                                        |

## Glumačka radnja

### Glavni i sporedni likovi
- Ivica Vidović kao Vinko
- Zoja Odak kao Blanka
- Mario Vuk kao mali Marko
- Gordana Jovetić kao mala Maja
- Marija Kohn kao Elza Čavlek
- Relja Bašić kao tajnik Žmegac
- Franjo Majetić kao predsjednik
- Božidar Orešković kao Klempo
- Rade Špicmiler kao Gnjavator
- Branka Strmac kao gđa. Melita
- Jagoda Antunac kao Bosa
- Mustafa Nadarević kao Petar
- Smiljka Bencet kao Maca
- Lela Margitić kao Ivona
- Kruno Valentić kao Čavlek
- Perica Martinović kao Suzana
- Sanja Fućkan kao Tanja
- Franjo Jurčec kao Mort
- Žarko Potočnjak kao Čaplja
- Mladen Šerment kao referent Štef